# Lingua lukpa
La lingua lukpa o legba o logba è una lingua gur parlata da circa 70.000 persone in Togo e Benin.